# Isabel de Clermont
Isabel de Clermont (em italiano:  Isabella de Chiaromonte; em francês:  Isabelle de Clermont), também chamada Isabel de Tarento (Tarento, 1424 – Nápoles, 30 de março de 1465), foi uma nobre italiana, de origem francesa, princesa de Tarento suo jure (1463-1465) e rainha de Nápoles por casamento.

## Biografia

### Família
Isabel era a filha mais velha de Tristão de Clermont , conde de Copertino e de Catarina Orsini des Baux de Tarento. Era também sobrinha de Giovanni Antonio Orsini del Balzo (des Baux), príncipe de Tarento, sem geração. A sua avó materna Maria d'Enghien, condessa de Lecce (mãe de Giovannantonio e de Catarina de Tarento) fora rainha consorte de Nápoles de 1406 a 1414, enquanto esposa do rei Ladislau. Isabel era a herdeira presuntiva dos territórios do sul de Itália.

### Casamento
Em 30 de maio de 1444, ela casa com o futuro rei Fernando I de Nápoles, na altura apenas duque de Calábria (1423–1494), filho natural do rei Afonso V de Aragão que, em 1442, conquistara o reino de Nápoles à Casa de Anjou (Renato de Anjou), e que se tornara o novo suserano da família de Isabel. Afonso V concluiu essa aliança para assegurar ao filho ilegítimo o seu próprio principado, para além de que esse casamento reforçaria a autoridade do rei sobre a nobreza de Tarento.
Do seu casamento com Maria de Castela, o rei Afonso V não tivera descendência e, por sua vontade, ao morrer em 27 de junho de 1458) o seu irmão João II de Aragão torna-se rei de Aragão e da Sicília, enquanto que o seu filho ilegítimo Fernando (o marido de Isabel), recebe os territórios conquistados na Itália continental tornando-se rei de Nápoles . Nessa altura, o casal já tinha descendência e o filho mais velho já contava 10 anos. Em 1463, Isabel sucede ao tio Giovanni Antonio no Principado de Tarento, herdando também os seus direitos sobre o Reino de Jerusalém.

### Descendência
Isabel e Fernando I de Nápoles tiveram seis filhos: 
- Afonso II (Alfonso) (1448-1495) ;
- Leonor (Éléonore) (1450-1493), que casa com Sforza Maria Sforza[5], duque de Bari e, em segundas núpcias, com Hércules I d'Este (1431-1505), duque de Ferrara;
- Frederico I (Federico) (1452-1504) ;
- João (Giovanni) (1456-1485), arcebispo de Tarento, depois Cardeal;
- Beatriz (Beatrice) (1457-1508), que casou em 1476 com Matias Corvino (1443-1490), rei da Hungria e, em segundas núpcias, em 1490, com Ladislau IV Jagelão (1456-1516), rei da Boêmia e da Hungria;
- Francisco (Francesco) (1461-1486), duque de Sant'Angelo.

### Morte
Isabel morre em 30 de março de 1465, sendo sepultada na igreja de San Pietro Martire, em Nápoles. O seu herdeiro é o filho mais velho, Afonso, duque de Calábria (o futuro rei Afonso II de Nápoles). Em 1476, Fernando I casa em segundas núpcias, com a sua prima Joana de Aragão, filha do seu tio, o rei João II de Aragão e de Joana Henriques (de quem tem uma filha, Joana de Nápoles), e vem a falecer em 1494.